# Malochyně
Malochyně (německy Malochin) je malá vesnice, část městyse Libice nad Doubravou v okrese Havlíčkův Brod. Nachází se asi 4,5 km na jihovýchod od Libice nad Doubravou, přístup je tam ale z opačné strany, od silnice 345 mezi Bílkem a Sobíňovem. V roce 2009 zde bylo evidováno 9 adres. V roce 2001 zde trvale žilo 14 obyvatel.
Vesnice Malochyně je položena na kraji Chráněné krajinné oblasti Železné hory.
Ve vesnici je malé zahradnictví zaměřené hlavně na růže a další okrasné rostliny. Ve vesnici se nachází farma zaměřená na ekologicky šetrné pěstování deseti druhů jahod.
Malochyně je také název katastrálního území o rozloze 2,4 km2.